# Valmore Gemignani

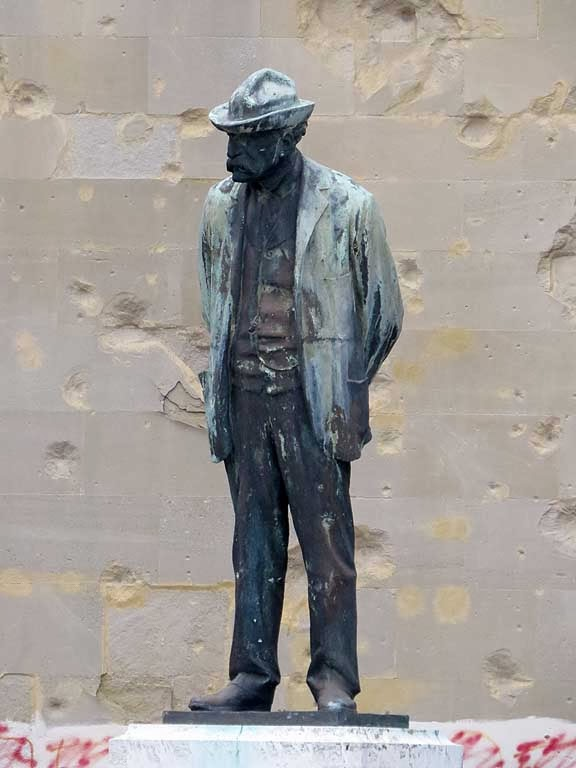
Monumento a Giovanni Fattori su bozzetto di Valmore Gemignani

Valmore Gemignani (Carrara, 1º novembre 1878 – Firenze, 1º maggio 1956) è stato uno scultore, ceramista e pittore italiano.

## Biografia
Valmore Gemignani trascorse il periodo di formazione con il padre che era marmista. Frequentò l'Accademia delle Belle Arti di Firenze e divenne allievo di Giovanni Fattori e degli scultori Augusto Rivalta e Antonio Bortone.
Esordì nel 1899 alla Promotrice di Belle Arti di Firenze, con cui tornò ad esporre nel 1901, nel 1903 e nel 1904. Tra le sue prime sculture c'era un piccolo ritratto di Fattori, del 1902, oggi conservato alla Galleria nazionale d'arte moderna e contemporanea di Roma. Gemignani disegnò anche ceramiche, eseguite dalla Manifattura Cantagalli ed esposte a Firenze nel 1902.
Alla Biennale di Venezia approdò nel 1901 e fu presente a successive edizioni negli anni 1903, 1912, 1914 con la scultura La tigre, 1922, 1936 e 1942.
Era attratto dall'arte rinascimentale fiorentina, in particolare dalle opere di Donatello e di Verrocchio. Di lui ha scritto Vittorio Sgarbiː «Più controllato, più democratico, meno disperatamente individuale, il realismo di un altro toscano, amico di Fattori, Valmore Gemignani. In quest'ambito, di composto realismo (toscano), va ricordato anche Carlo Rivalta.»
A Firenze ebbe contatti con artisti, tra cui lo scultore Libero Andreotti, il pittore e scrittore Enrico Sacchetti, Ardengo Soffici e Amedeo Modigliani.
Dal 1906 iniziò a viaggiare, in Olanda e in Belgio. Si fermò quindi in Germania, dove restò una decina d’anni e lavorò come ceramista per la Fabbrica Imperiale Rosenthal, al posto di Filippo Cifariello. Aveva uno studio a Berlino, non lontano dal giardino zoologico, e osservava costantemente le forme e il comportamento degli animali. Sposò Cornelia Boelhouwer.
Quando tornò a Firenze, nel 1915, era un artista affermato. Dopo la guerra riprese a viaggiare e soggiornò in Argentina. Realizzò la scultura di Alessandro Volta, per la facciata della scuola superiore di Ingegneria di Buenos Aires. Nel 1920 tornò a Firenze e in collaborazione con la manifattura Fornaci San Lorenzo che aveva sede a Borgo San Lorenzo nel Mugello ed era di proprietà di Galileo Chini, realizzò statuette e pannelli in ceramica, con putti ed animali: piccole terrecotte decorative, ispirate all'arte di Luca della Robbia.
Nel 1921 alla I Biennale di Roma e nel 1922 alla Primaverile di Firenze, espose terrecotte realizzate dalle Fornaci San Lorenzo. A Roma c'era anche la sua scultura in marmo intitolata Musica. Nel 1923 Gemignani era presente alla Quadriennale d'Arte di Torino. Nel 1922 partecipò con una Pietà al concorso per il monumento alla Madre italiana, destinato alla Basilica di Santa Croce di Firenze. Di questa sculture esiste una copia nel cimitero di Livorno. Nel 1925 Gemignani realizzò il monumento ai Caduti di Pisa. 
Nel 1928 presentò una mostra di sue sculture alla galleria Pesaro di Milano. Dal 1932 al 1942 partecipò a mostre organizzate dal Sindacato degli Artisti Fascisti di Belle Arti della Toscana.
Nel 1931 era alla Quadriennale di Roma e vi espose anche a successive edizioni: in quella del 1939 presentò Giovinetta che stira.
Espose a Fiume nel 1927, a Montecatini nel 1931 presentò Il perdono e Piccolo Pan, a San Remo nel 1939 mandò la scultura Il nuoto.
Per il trigesimo della morte di Giovanni Gentile, Valmore Gemignani ne realizzò il busto in bronzo. Scolpì il bozzetto equestre di Giovanni dalle Bande Nere, per Forlì. Meno nota è la sua attività di pittore.

### Il ritratto di Fattori
Il 25 ottobre 1925 fu inaugurato a Livorno il monumento in bronzo a Giovanni Fattori, fuso alla Fonderia Artistica Ferdinando Marinelli e posto davanti al Museo Civico che allora era in Piazza Guerrazzi. Il discorso inaugurale fu pronunciato da Ugo Ojetti. La scultura piacque a Piero Bargellini che la preferiva ad altri ritratti di Fattori: «Al confronto, quant'era più toscanamente sobrio e borghesemente realistico il Giovanni Fattori modellato da Valmore Gemignani, non eretto, ma posto lungo un marciapiede livornese, quasi a confondersi con i passanti.» Durante il bombardamenti di Livorno la statua di Fattori rimase fortunatamente intatta, in mezzo a un mare di calcinacci.

### Sculture di Gemignani in musei
- Nella Galleria d'Arte Moderna di Milano è presente Giovanetto bagnante, del 1938.
- Sue opere sono conservate nella Galleria d'arte moderna di Firenze a Palazzo Pitti.
- Nella Galleria d'Arte Moderna di Novara, ospitata al Broletto di questa città, ci sono Nudo femminile, Muletto e La madre.
- Gemignani ha realizzato in bronzo il busto di Ferruccio Busoni, per il Conservatorio Giovanni Battista Martini di Bologna.
- Nella Pinacoteca civica di Forlì sono conservati i busti di Giuseppe Pedriali e della moglie, Virginia Dutilleul Pedriali, opere comprese nella cosiddetta Collezione Pedriali.

### Altre opere di Gemignani
- Donna che allatta, scultura, 1931
- Fauno e pantera, bronzo
- Ritratto della figlia, scultura
- Testa di putto, terracotta
- Putto seduto con fiore in mano, scultura, 1941
- Busto di donna, scultura
- Putto su capra, bassorilievo in ceramica
- Fontana del Satiro, scultura
- Paesaggio, olio su tavola